# 2019 год в кино
В данной статье представлены списки топ-10 самых кассовых фильмов года, самих фильмов, вышедших в течение года и наград, полученных фильмами за 2019 год.

## Самые кассовые фильмы
Цвет фона    обозначает фильмы, находящиеся в прокате.
| Место | Название                          | Студия                             | Мировые кассовые сборы |
| ----- | --------------------------------- | ---------------------------------- | ---------------------- |
| 1     | Мстители: Финал                   | Marvel Studios                     | $2 797 800 564         |
| 2     | Король Лев                        | Walt Disney Pictures               | $1 656 943 394         |
| 3     | Холодное сердце 2                 | Walt Disney Pictures               | $1 450 026 933         |
| 4     | Человек-паук: Вдали от дома       | Marvel Studios & Columbia Pictures | $1 131 927 996         |
| 5     | Капитан Марвел                    | Marvel Studios                     | $1 128 274 794         |
| 6     | Джокер                            | Warner Bros.                       | $1 074 251 311         |
| 7     | Звёздные войны: Скайуокер. Восход | Lucasfilm                          | $1 074 140 647         |
| 8     | История игрушек 4                 | Pixar                              | $1 073 394 593         |
| 9     | Аладдин                           | Walt Disney Pictures               | $1 050 693 953         |
| 10    | Джуманджи: Новый уровень          | Columbia Pictures                  | $796 211 272           |

### Лидеры проката России и СНГ
| Место | Название                         | Студия                  | Кассовые сборы (руб) |
| ----- | -------------------------------- | ----------------------- | -------------------- |
| 1     | Холоп                            | Yellow, Black and White | 3 176 545 054        |
| 2     | Король Лев                       | WDSSPR                  | 2 995 950 308        |
| 3     | Мстители: Финал                  | WDSSPR                  | 2 986 957 688        |
| 4     | Т-34                             | Централ партнершип      | 2 317 250 151        |
| 5     | Малефисента: Владычица тьмы      | WDSSPR                  | 2 181 279 602        |
| 6     | Холодное сердце 2                | WDSSPR                  | 2 098 704 523        |
| 7     | Джокер                           | Каро Премьер            | 1 953 270 992        |
| 8     | Как приручить дракона 3          | UPI                     | 1 835 112 548        |
| 9     | Тайная жизнь домашних животных 2 | UPI                     | 1 608 675 655        |
| 10    | Аладдин                          | WDSSPR                  | 1 393 311 816        |

## Фильмы, готовые к прокату в 2019 году

### Январь — март
| Премьера      | Премьера | Название                                          | Студия | Режиссёр                                        | В ролях | Жанр                                                                | Прим.  |
| ------------- | -------- | ------------------------------------------------- | --- | ----------------------------------------------- | --- | ------------------------------------------------------------------- | ------ |
| Я Н В А Р Ь   | 1        | Снежная Королева: Зазеркалье                      | Централ Партнершип Союзмультфильм Wizart Animation                                                                       | Алексей Цицилин, Роберт Лэнс                    | Лина Иванова, Владимир Зайцев, Ольга Зубкова, Никита Семёнов-Прозоровский, Всеволод Кузнецов, Ляйсан Утяшева, Ирина Безрукова, Надежда Ангарская | приключения, семейный, комедия, сказка                              |        |
| Я Н В А Р Ь   | 1        | Т-34                                              | Марс Медиа, Амедиа Продакшн                                                                                              | Алексей Сидоров                                 | Александр Петров, Виктор Добронравов, Винценц Кифер, Ирина Старшенбаум | приключения, боевик                                                 |        |
| Я Н В А Р Ь   | 3        | Дэдпул 2                                          | Marvel Entertainment, The Donners' Company Genre Films                                                                   | Дэвид Литч                                      | Райан Рейнольдс, Джош Бролин, Морена Баккарин | комедия, боевик, фантастика                                         |        |
| Я Н В А Р Ь   | 3        | Мэри Поппинс возвращается                         | Walt Disney Pictures / Lucamar Productions / Marc Platt Productions                                                      | Роб Маршалл                                     | Эмили Блант, Лин-Мануэль Миранда, Бен Уишоу, Эмили Мортимер, Пикси Дейвис, Джоэл Доусон, Натаниэль Салех, Джули Уолтерс, Колин Ферт, Мерил Стрип, Анджела Лэнсбери                                                                                             | мюзикл, фэнтези, семейный                                           |        |
| Я Н В А Р Ь   | 10       | Крид 2                                            | Metro-Goldwyn-Mayer, Warner Bros., New Line Cinema, Chartoff Winkler Production                                          | Стивен Кейпл-мл.                                | Майкл Б. Джордан, Сильвестр Сталлоне, Тесса Томпсон, Дольф Лундгрен, Флориан Мунтяну | спорт, драма                                                        |        |
| Я Н В А Р Ь   | 10       | Снежные гонки                                     | | Жан-Франсуа Пуле, Франсуа Бриссон, Бенуа Годбут | | мультфильм, комедия, приключения                                    |        |
| Я Н В А Р Ь   | 10       | Путь домой                                        | Bona Film Group Columbia Pictures Corporation Pariah                                                                     | Чарльз Мартин Смит                              | Брайс Даллас Ховард Эшли Джадд | приключения, семейный                                               |        |
| Я Н В А Р Ь   | 17       | Астерикс и тайное зелье                           | M6 | Александр Астье, Луи Клиши                      | Кристиан Клавье, Гийом Бриа, Алекс Лутц, Александр Астье, Эли Семун, Даниэль Месгиш, Бернар Алан, Франсуа Морелле, Лионель Астье, Флоренс Форести | анимационная комедия                                                |        |
| Я Н В А Р Ь   | 17       | Две королевы                                      | Working Title Films, Focus Features                                                                                      | Джози Рурк                                      | Сирша Ронан, Марго Робби, Дэвид Теннант, Джек Лауден | историческая драма                                                  |        |
| Я Н В А Р Ь   | 17       | Как я стал русским                                | All Media Company, Централ Партнершип, Кинокомпания «Небо», Zhejiang Huace, Ulan Culture Media                           | Акаки Сахелашвили, Ся Хао                       | Дун Чан, Екатерина Кононова, Виталий Хаев, Грант Тохатян, Сергей Чирков, Наталья Суркова, Вадим Смирнов, Дмитрий Смирнов | комедия                                                             |        |
| Я Н В А Р Ь   | 17       | Стекло                                            | Universal Pictures / Blumhouse Productions                                                                               | М. Найт Шьямалан                                | Брюс Уиллис, Сэмюэл Л. Джексон, Аня Тейлор-Джой, Джеймс Макэвой | триллер                                                             | [ 13 ] |
| Я Н В А Р Ь   | 24       | Бабушка лёгкого поведения 2. Престарелые Мстители | Vice Films | Марюс Вайсберг                                  | Александр Ревва, Глюкоза | комедия                                                             |        |
| Я Н В А Р Ь   | 24       | Холмс & Ватсон                                    | Mosaic Media Group, Gary Sanchaz Productions, Columbia Pictures                                                          | Итан Коэн                                       | Уилл Фаррелл, Джон Си Райли, Лорен Лэпкус, Роб Брайдон, Келли Макдональд, Ребекка Холл, Рэйф Файнс, Хью Лори, Белла Рамзи | комедия, детектив                                                   |        |
| Я Н В А Р Ь   | 24       | Волки и Овцы: Ход свиньёй                         | Wizart Animation, Кинокомпания «СТВ»                                                                                     | Владимир Николаев                               | Елена Боярская, Максим Матвеев | приключения, комедия, семейный                                      |        |
| Я Н В А Р Ь   | 24       | Астрал: Новое измерение                           | Craven Street | Крис Мул                                        | Катрин Стэдмен, Фрэнк Диллэйн, Ванесса Грасс, Демсон Идрис, Тревор Уайт, Дарвин Шоу, Марк Аикен, Нед Портиес, Джульетт Хоуланд, Дженифер Броук | ужасы                                                               |        |
| Я Н В А Р Ь   | 24       | Зелёная книга                                     | Universal Studios, DreamWorks, Participant Media, Innisfree Pictures, Wessler Entertainment                              | Питер Фаррелли                                  | Вигго Мортенсен, Махершала Али, Линда Карделлини | драма                                                               |        |
| Я Н В А Р Ь   | 31       | Три секунды                                       | thefyzz, Thunder Road | Андреа Ди Стефано                               | Юэль Киннаман, Ана де Армас, Розамунд Пайк, Клайв Оуэн | драма                                                               |        |
| Я Н В А Р Ь   | 31       | Фаворитка                                         | Element Pictures, Scarlet Films                                                                                          | Йоргос Лантимос                                 | Эмма Стоун, Рэйчел Вайс, Оливия Колман, Николас Холт | исторический фильм                                                  |        |
| Я Н В А Р Ь   | 31       | Спасти Ленинград                                  | АВК продакшн | Алексей Козлов                                  | Мария Мельникова, Андрей Миронов-Удалов, Гела Месхи | драма, мелодрама, военный фильм                                     |        |
| Я Н В А Р Ь   | 31       | Кузя и семейка троллей                            | Экспонента | Филип Липски, Микко Питкаен                     | | мультфильм, приключения, семейный, комедия                          |        |
| Я Н В А Р Ь   | 31       | Месть Лиззи Борден                                | | Крэйг Уильям Макнейлл                           | | триллер, драма, детектив, биография                                 |        |
| Я Н В А Р Ь   | 31       | Белый парень Рик                                  | MEGOGO Distribution | Ян Деманж                                       | Ричи Мерритт, Мэттью Макконахи | криминальный фильм, драма                                           |        |
| Ф Е В Р А Л Ь | 1        | Бархатная бензопила                               | Netflix / Dease Pictures Inc.                                                                                            | Дэн Гилрой                                      | Джейк Джилленхол, Рене Руссо, Тони Коллетт, Зави Эштон, Том Старридж, Наталия Дайер, Давид Диггс, Билли Магнуссен, Джон Малкович | фильм ужасов, сатира                                                |        |
| Ф Е В Р А Л Ь | 7        | Лего Фильм 2                                      | Warner Bros. / Animal Logic / Village Roadshow / Lego / Vertigo Entertainment / RatPac-Dune Entertainment                | Майк Митчелл, Триша Нам                         | Крис Прэтт, Элизабет Бэнкс, Уилл Арнетт | мультфильм, мюзикл, фэнтези, боевик, комедия, приключения, семейный | [ 14 ] |
| Ф Е В Р А Л Ь | 7        | Снегоуборщик                                      | StudioCanal, Summit Entertainment                                                                                        | Ханс Петтер Муланд                              | Лиам Нисон, Том Бейтман | чёрная комедия, триллер, боевик                                     |        |
| Ф Е В Р А Л Ь | 7        | Клаустрофобы                                      | Original Film, Columbia Pictures                                                                                         | Адам Робител                                    | Тейлор Расселл, Логан Миллер, Дебора Энн Уолл, Тайлер Лэбин, Джей Эллис, Ник Додани | фильм ужасов, триллер, боевик                                       |        |
| Ф Е В Р А Л Ь | 8        | Птица высокого полёта                             | Extension 765, Harper Road Films, Netflix                                                                                | Стивен Содерберг                                | Андре Холланд, Зази Битц, Мелвин Грегг, Соня Сон, Закари Куинто, Кайл Маклахлен, Билл Дьюк | драма, спорт                                                        |        |
| Ф Е В Р А Л Ь | 8        | Омен: Перерождение                                | Orion Pictures Vinson Films                                                                                              | Николас МакКарти                                | Тейлор Шиллинг, Джексон Роберт Скотт, Колм Фиор | фильм ужасов                                                        |        |
| Ф Е В Р А Л Ь | 14       | Алита: Боевой ангел                               | 20th Century Fox, Lightstorm Entertainment, Troublemaker Studios, Madhouse                                               | Роберт Родригес                                 | Роза Салазар, Махершала Али, Кристоф Вальц, Эд Скрейн, Джеки Эрл Хейли, Эйса Гонсалес, Лана Кондор, Марко Сарор, Киан Джонсон, Рейчел Прието, Деррик Гилберт                                                                                                   | фантастика, киберпанк, боевик, триллер, мелодрама, приключения      |        |
| Ф Е В Р А Л Ь | 14       | Ну разве не романтично?                           | Warner Bros. / New Line Cinema                                                                                           | Тодд Штраус-Шульсон                             | Ребел Уилсон, Лиам Хемсворт, Адам Дивайн | роман, комедия                                                      | [ 15 ] |
| Ф Е В Р А Л Ь | 14       | Семь ужинов                                       | Enjoy Movies | Кирилл Плетнёв                                  | Роман Курцын, Полина Максимова | комедия                                                             |        |
| Ф Е В Р А Л Ь | 14       | Айка                                              | Экспонента | Сергей Дворцевой                                | Самал Еслямова | драма                                                               |        |
| Ф Е В Р А Л Ь | 14       | Громкая связь                                     | Марс Медиа Энтертейнмент, Стрела                                                                                         | Алексей Нужный                                  | Леонид Барац, Ростислав Хаит, Камиль Ларин, Александр Демидов | комедия                                                             |        |
| Ф Е В Р А Л Ь | 21       | Как приручить дракона 3                           | Universal Pictures / DreamWorks Animation                                                                                | Дин Деблуа, Крис Сандерс                        | Джей Барушель, Крейг Фергюсон, Америка Феррера, Джона Хилл, Кристофер Минц-Пласс, Ти Джей Миллер, Кристен Уиг, Кейт Бланшетт, Джимон Хонсу | мультфильм, фэнтези, боевик, комедия, приключения, семейный         | [ 16 ] |
| Ф Е В Р А Л Ь | 21       | Тобол                                             | Solivs, Первый канал, Yellow, Black and White                                                                            | Игорь Зайцев                                    | Илья Маланин, Дмитрий Дюжев, Дмитрий Назаров | драма, исторический фильм                                           |        |
| Ф Е В Р А Л Ь | 21       | Лабиринты прошлого                                | Memento Films, Morena Films, Lucky Red, Focuce Features                                                                  | Асгар Фархади                                   | Хавьер Бардем, Пенелопа Крус, Рикардо Дарин, Барбара Ленни | психологический триллер                                             |        |
| Ф Е В Р А Л Ь | 21       | Власть                                            | Plan B Entertainment, Gary Sanchez Productions, Annapurna Pictures                                                       | Адам Маккей                                     | Кристиан Бейл, Эми Адамс, Стив Карелл, Сэм Рокуэлл, Тайлер Перри, Элисон Пилл, Джесси Племонс | комедия-драма, байопик, политическая сатира                         |        |
| Ф Е В Р А Л Ь | 22       | Борьба с моей семьёй                              | 7 Bucks Productions, Channel 4 Television Corporation, Film4, Metro-Goldwyn-Mayer, Misher Films, White Hare, WWE Studios | Стивен Мерчант                                  | Дуэйн Джонсон, Томас Уилли, Торри Эллен Росс, Ник Фрост, Лина Хиди, Флоренс Пью, Джек Лауден, Оливия Бернстоун, Леа Фергюсон, Мохаммад Али Амири | драма, комедия, биография, спорт                                    |        |
| Ф Е В Р А Л Ь | 28       | Шутки в сторону 2: Миссия в Майами                | Constantin Film, Экспонента                                                                                              | Рашид Бушареб                                   | Омар Си, Луис Гусман, Франк Гастамбид, Татум Прайс, Эрик Эбони, Паулина Гальвес, Эдсон Жан, Джозеф Велес, Диана Уисвелл, Джастин Смит | комедия                                                             |        |
| Ф Е В Р А Л Ь | 28       | Счастливого нового дня смерти                     | Blumhouse Productions Universal Pictures                                                                                 | Кристофер Бо Лэндон                             | Джессика Рот, Израэль Бруссар, Руби Модин, Сурадж Шарма | слэшер и фильм-мистерия                                             |        |
| Ф Е В Р А Л Ь | 28       | Любовницы                                         | «Супер», «Революция Фильм», «КВФильм- продакшн                                                                           | Елена Хазанова                                  | Паулина Андреева, Александра Бортич, Юлия Александрова | Комедия                                                             |        |
| М А Р Т       | 7        | Капитан Марвел                                    | Marvel Studios | Анна Боден, Райан Флек                          | Бри Ларсон, Сэмюэл Л. Джексон, Джуд Лоу, Бен Мендельсон, Аннетт Бениг, Лашана Линч, Джимон Хонсу, Джемма Чан, Ли Пейс, Кларг Грегг | фантастика, боевик, приключения                                     | [ 17 ] |
| М А Р Т       | 7        | Гости                                             | Enjoy Movies | Евгений Абызов                                  | Юрий Чурсин, Ангелина Стречина, Михаил Мещеряков, Анастасия Уколова, Анар Халилов, Евгений Егоров, Марина Парфёнова, Иван Верховых | ужасы                                                               |        |
| М А Р Т       | 7        | Ван Гоги                                          | Леополис | Сергей Ливнев                                   | Алексей Серебряков, Даниэль Ольбрыхский, Елена Коренева, Полина Агуреева, Наталья Негода, Александр Сирин, Светлана Немоляева, Ольга Остроумова, Ёла Санько, Евгений Ткачук, Савелий Кудряшов, Игорь Пронин, Авангард Леонтьев, Сергей Дрейден, Анна Каменкова | драма                                                               |        |
| М А Р Т       | 7        | Гурвинек: Волшебная игра                          | КиноАтис, Rolling Pictutes, spol s.r.o.                                                                                  | Мартин Котик, Инна Евланникова                  | Александр Трачевский, Никита Ефремов, Алексей Колган, Юрий Стоянов, Анна Ардова | комедия, фэнтези, семейный                                          |        |
| М А Р Т       | 14       | Рождённый стать королём                           | Big Talk Productions, Working Title Films                                                                                | Джо Корниш                                      | Ребекка Фергюсон, Том Тейлор, Патрик Стюарт | фэнтези, приключения                                                |        |
| М А Р Т       | 14       | Водяная                                           | Централ Партнершип | Алексей Барыкин                                 | Николай Невзоров, Екатерина Барыкина, Нафиса Хайруллина | фэнтези                                                             |        |
| М А Р Т       | 21       | Балканский рубеж                                  | Блесс-Фильм | Андрей Волгин                                   | Антон Пампушный, Гоша Куценко, Бояна Новакович, Сергей Шакуров, Милош Бикович, Гойко Митич, Сергей Гармаш | военный фильм, драма                                                |        |
| М А Р Т       | 21       | Волшебный парк Джун                               | Paramount Pictures / Paramount Animation / Ilion Animation Studios / Nickelodeon Movies                                  | Дилан Браун                                     | Мила Кунис, Дженнифер Гарнер, Мэттью Бродерик, Джеффри Тэмбор, Кен Жонг, Кинан Томпсон, Джон Оливер, Брианна Денски, София Мали, Кеннет Бауэр | мультфильм, комедия, приключения, семейный                          | [ 18 ] |
| М А Р Т       | 21       | Исчезнувший мальчик                               | Anonymous Content, Focus Features                                                                                        | Джоэл Эдгертон                                  | Лукас Хеджес, Николь Кидман, Рассел Кроу | драма                                                               |        |
| М А Р Т       | 21       | Тварь                                             | Наше кино | Ольга Городецкая                                | Елена Лядова, Владимир Вдовиченков | ужасы, триллер, драма                                               |        |
| М А Р Т       | 21       | Королевский корги                                 | Lionsgate, nWave Pictures, Belga Productions                                                                             | Бен Стассен                                     | | комедия                                                             |        |
| М А Р Т       | 21       | Трезвый водитель                                  | «Супер», Yellow, Black and White, Кинокомпания «Небо»                                                                    | Резо Гигинеишвили                               | Андрей Бурковский, Виктор Хориняк, Ирина Мартыненко, Янина Студилина | комедия, приключения                                                |        |
| М А Р Т       | 21       | Закатать в асфальт                                | |                                                 | |                                                                     |        |
| М А Р Т       | 22       | В метре друг от друга                             | CBS Films, Wayfarer Entertainment                                                                                        | Джастин Бальдони                                | Коул Спроус, Хейли Лу Ричардсон | мелодрама                                                           |        |
| М А Р Т       | 28       | Дамбо                                             | Walt Disney Studios Motion Pictures                                                                                      | Тим Бёртон                                      | Колин Фаррелл, Майкл Китон, Денни ДеВито, Ева Грин, Алан Аркин | фэнтези, семейный                                                   | [ 19 ] |
| М А Р Т       | 28       | Битва за Землю                                    | Amblin Partners Lightfuse & Gettaway Participant Media                                                                   | Руперт Уайатт                                   | Вера Фармига, Джон Гудман. | фантастика, триллер                                                 |        |
| М А Р Т       | 28       | Мы                                                | Blumhouse Productions, Monkeypaw Productions                                                                             | Джордан Пил                                     | Лупита Нионго, Уинстон Дьюк, Элизабет Мосс, Тим Хайдекер | триллер, ужасы                                                      |        |
| М А Р Т       | 28       | Пляжный бездельник                                | Anonymous Content, Grisbi Productions, Le Iconoclast, Riverstone Pictures, SPK Pictures, Vice Films                      | Хармони Корин                                   | Мэттью Макконахи, Снуп Догг | комедия                                                             |        |

### Апрель — июнь
| Премьера    | Премьера | Название                         | Студия | Режиссёр | В ролях | Жанр                                                    | Прим.         |
| ----------- | -------- | -------------------------------- | --- | --- | --- | ------------------------------------------------------- | ------------- |
| А П Р Е Л Ь | 1        | Счастье — это… Часть 2           | Walt Disney Studios Motion Pictures                                                                                    | Ирина Бас, Елена Войтович, Ангелина Дебор, Зураб Джиджилава, Юлия Машукова, Анна Митафиди, Анастасия Тимофеева | Ирина Алфёрова, Ксения Алфёрова, Елена Валюшкина, Никита Волков, Станислав Дужников | семейная мелодрама                                      |               |
| А П Р Е Л Ь | 4        | Шазам                            | Warner Bros. New Line Cinema DC Entertainment                                                                          | Дэвид Ф. Сандберг                                                                                              | Марк Стронг Закари Ливай | фантастика, фэнтези, боевик                             | [ 21 ]        |
| А П Р Е Л Ь | 4        | Кладбище домашних животных       | Alphaville Films/Paramount Pictures                                                                                    | Кевин Колш Деннис Уидмайер                                                                                     | Джон Литгоу Джейсон Кларк | фильм ужасов                                            |               |
| А П Р Е Л Ь | 4        | Потерянное звено                 | | Крис Батлер | Зои Салдана, Хью Джекман, Тимоти Олифант, Эмма Томпсон, Дэвид Уоллиамс | мультфильм, фэнтези, комедия, приключения,              |               |
| А П Р Е Л Ь | 11       | Хеллбой                          | Lionsgate | Нил Маршал | Дэвид Харбор,Иэн Макшейн, Милла Йовович, Саша Лейн | фэнтези                                                 |               |
| А П Р Е Л Ь | 11       | Куда течёт море                  | Cinedoc | Виталий Салтыков                                                                                               | Дмитрий Певцов Евгений Миронов Катерина Морозова Оксана Акиньшина | драма                                                   |               |
| А П Р Е Л Ь | 11       | Домовой                          | Трио Фильм, Медиа-Трест                                                                                                | Евгений Бедарев                                                                                                | Екатерина Гусева, Сергей Чирков, Павел Деревянко, Юлия Сулес, Ольга Остроумова-Гутшмидт, Александра Политик | комедия, семейный, фэнтези                              |               |
| А П Р Е Л Ь | 18       | Девятая                          | Централ Партнершип | Николай Хомерики                                                                                               | Евгений Цыганов, Кая Скоделарио, Вилен Бабичев | ужасы, триллер                                          |               |
| А П Р Е Л Ь | 18       | После                            | Aviron Pictures | Дженни Гейдж                                                                                                   | Хиро Файнс-Тиффин, Джозефина Лэнгфорд, Сэльма Блэр, Дженнифер Билз, Питер Галлахер, Медоу Уильямс | триллер, драма, мелодрама                               |               |
| А П Р Е Л Ь | 18       | Миллиард                         | Фонд кино | Роман Прыгунов                                                                                                 | Владимир Машков, Фёдор Бавтриков, Александра Бортич, Гела Месхи, Павел Чинарёв, Григорий Калинин | комедия, драма                                          |               |
| А П Р Е Л Ь | 23       | Я плюю на ваши могилы: Дежавю    | | Мейр Зарки | Камил Китон, Джейми Бернадетт, Джереми Фердман, Джон Писи, Холли Форристер, Филип К. Гавазер | триллер, ужасы                                          |               |
| А П Р Е Л Ь | 25       | Бладфест                         | Престиж Кино | Оуэн Эгертон                                                                                                   | Робби Кей, Сейшелл Гэбриел, Джейкоб Баталон, Барбара Данкелман | ужасы                                                   |               |
| А П Р Е Л Ь | 25       | Игры разумов                     | Fastnet Films, Icon Entertainmnet, International, Voltage Pictures                                                     | Пи Би Шерман                                                                                                   | Мел Гибсон, Шон Пенн, Натали Дормер | драма                                                   |               |
| А П Р Е Л Ь | 25       | Код «Красный»                    | Trademark Films | Тревор Нанн | Джуди Денч, Софи Куксон | триллер, драма, биография                               |               |
| А П Р Е Л Ь | 27       | Большое путешествие              | Лицензионные Бренды, при поддержке Фонда кино                                                                          | Василий Ровенский, Наталья Нилова                                                                              | Дмитрий Назаров, Максим Галкин, Филипп Киркоров, Татьяна Навка, Алексей Воробьёв | семейный фильм, комедия, приключения                    |               |
| А П Р Е Л Ь | 29       | Мстители: Финал                  | Marvel Studios | Энтони и Джо Руссо                                                                                             | Роберт Дауни-младший, Крис Эванс, Марк Руффало, Крис Хемсворт, Скарлетт Йоханссон, Джереми Реннер, Дон Чидл, Пол Радд, Бри Ларсон, Карен Гиллан, Брэдли Купер, Джош Бролин, Гвинет Пэлтроу, Бенедикт Камбербэтч, Чедвик Боузман, Том Холланд, Эванджелин Лилли, Данай Гурира, Энтони Маки, Себастиан Стэн, Элизабет Олсен, Тесса Томпсон, Крис Прэтт, Зои Салдана, Дэйв Батиста, Пом Клементьефф, Вин Дизель, Бенедикт Вонг, Джон Фавро | фантастика, боевик                                      | [ 22 ] [ 23 ] |
| М А Й       | 2        | Букашки 2                        | Кинокомпания Пионер | Хелен Жиро, Томас Сабо                                                                                         | | анимация, приключения                                   |               |
| М А Й       | 9        | Уродливые Куклы                  | STX Entertainment | Роберт Родригес                                                                                                | | мультфильм                                              | [ 24 ]        |
| М А Й       | 10       | UglyDolls. Куклы с характером    | STX Entertainment Troublemaker Studios Original Force                                                                  | Келли Эсбёри                                                                                                   | Келли Кларксон Эмма Робертс Pitbull Блейк Шелтон Ван Лихом Габриэль Иглесиас | комедия                                                 |               |
| М А Й       | 16       | Джон Уик 3                       | 87 Eleven, Lionsgate, Summit Entertainment                                                                             | Чад Стахелски                                                                                                  | Киану Ривз, Иэн Макшейн, Руби Роуз, Хироюки Санада, Лоренс Фишберн, Джон Легуизамо | боевик, триллер                                         |               |
| М А Й       | 16       | Покемон. Детектив Пикачу         | Legendary Pictures Nintendo Warner Bros. The Pokémon Company                                                           | Роб Леттерман                                                                                                  | Джастис Смит, Райан Рейнольдс | фантастика, фэнтези, детектив, комедия, семейный        |               |
| М А Й       | 16       | Солнце тоже звезда               | Warner Bros. Alloy Entertainment MGM                                                                                   | Ри Руссо-Янг                                                                                                   | Яра Шахиди, Чарльз Мелтон, Джейк Чои, Камрус Джонсон, Гбенга Акиннагбе, Мириам А. Химэн | драматический                                           |               |
| М А Й       | 16       | Рокетмен                         | Marv Films, Marv Studios, New Republic Pictures, Paramount Pictures, Roket Pictures                                    | Декстер Флетчер                                                                                                | Брайс Даллас Ховард, Тэрон Эджертон, Ричард Мэдден, Джейми Белл | мюзикл, фэнтези, драма, биография                       |               |
| М А Й       | 23       | Весёлая ферма                    | Qvisten Animation | Лизе И. Осволл                                                                                                 | | мультфильм                                              |               |
| М А Й       | 23       | Аладдин                          | Walt Disney Studios Motion Pictures / Mark Platt Production                                                            | Гай Ричи | Мена Массуд, Наоми Скотт, Уилл Смит | приключения, фэнтези, мелодрама                         |               |
| М А Й       | 23       | Игрища престолов                 | | Ара Пайая | Энгус Макфадьен, Лу Ферриньо, Армандо Гутьеррез, Анна Хатчисон, Мэдисон Маккинли, Эрин Оллдридж, Принц Филдер | комедия                                                 |               |
| М А Й       | 23       | Та ещё парочка                   | Denver and Delilah Productions Good Universe Point Grey Pictures                                                       | Джонатан Левин                                                                                                 | Сет Роген, Шарлиз Терон | комедия                                                 |               |
| М А Й       | 24       | Гори, гори ясно                  | The H Collective | Дэвид Яровески                                                                                                 | Элизабет Бэнкс, Дэвид Денман, Джексон А. Данн, Мередит Хагнер | научно-фантастический фильм, ужасы                      |               |
| М А Й       | 30       | Тайная жизнь домашних животных 2 | Universal Studios | Крис Рено | Пэттон Освальт, Эрик Стоунстрит, Лэйк Белл, Дэна Карви, Хэннибал Бёресс, Кайли Харт, Ник Кролл, Дженни Слейт, Харрисон Форд | мультфильм, комедия, приключения, семейный              |               |
| М А Й       | 30       | Годзилла 2: Король монстров      | Warner Bros., Legendary Pictures, Toho Co., Ltd.                                                                       | Майкл Догерти                                                                                                  | Милли Бобби Браун, Кайл Чендлер, Вера Фармига, Чарльз Дэнс, Кэн Ватанабэ, Салли Хокинс, О’Ши Джексон-младший, Энтони Рамос, Аиша Хиндс | фантастика, боевик, приключения, фильм о монстрах       | [ 25 ]        |
| И Ю Н Ь     | 6        | Люди Икс Тёмный Феникс           | 20th Century Fox /Marvel Entertainment/TSG Entertainment/Bad Hat Harry Productions/The Donners' Company/ Kinberg Genre | Саймон Кинберг                                                                                                 | Джеймс Макэвой, Майкл Фассбендер,Дженнифер Лоуренс, Николас Холт, Тай Шеридан, Софи Тёрнер, Александра Шипп, Коди Смит-МакФи, Эван Питерс, Джессика Честейн, | фантастика, боевик                                      |               |
| И Ю Н Ь     | 12       | Люди в чёрном: Интернэшнл        | Columbia Pictures Amblin Entertainment Parkes/MacDonald Productions Imagenation Abu Dhabi Sony Pictures Releasing      | Лори Макдональд, Уолтер Ф. Паркс                                                                               | Крис Хемсворт Тесса Томпсон | фантастика,боевик, комедия                              |               |
| И Ю Н Ь     | 20       | История игрушек 4                | Walt Disney Studios Motion Pictures / Pixar                                                                            | Джон Лассетер, Джош Кули                                                                                       | Том Хэнкс, Тим Аллен, Кристен Шаал, Патрисия Аркетт, Лори Меткалф | мультфильм, фэнтези, кинокомедия, приключения, семейный | [ 26 ]        |
| И Ю Н Ь     | 27       | План побега 3                    | Emmett/Furla/Oasis Films, Mandate Pictures, Leomus Pictures, Lionsgate                                                 | Джон Херцфелд                                                                                                  | Сильвестр Сталлоне, Дейв Батиста, Кёртис «50 Cent» Джексон, Джейми Кинг | боевик, триллер                                         |               |
| И Ю Н Ь     | 27       | Проклятие Аннабель 3             | Каро Премьер | Гари Доберман                                                                                                  | Маккенна Грейс, Мэдисон Айсмен, Кэти Сариф, Вера Фармига, Патрик Уилсон, Эмили Бробст, Стив Култер, Эдди Дж. Фернандез, Шаде Катарина | ужасы, триллер, детектив                                |               |
| И Ю Н Ь     | 27       | Собачья жизнь 2                  | Amblin Entertainment                                                                                                   | Гейл Манкусо                                                                                                   | Бетти Гилпин, Деннис Куэйд | семейный фильм                                          |               |

### Июль — сентябрь
| Премьера        | Премьера | Название                                | Студия | Режиссёр                                   | В ролях | Жанр                                                                                   | Прим.  |
| --------------- | -------- | --------------------------------------- | --- | ------------------------------------------ | --- | -------------------------------------------------------------------------------------- | ------ |
| И Ю Л Ь         | 4        | Человек-паук: Вдали от дома             | Columbia Pictures / Marvel Studios                                                                              | Джон Уоттс                                 | Том Холланд, Сэмюэл Л. Джексон, Джейк Джилленхол, Зендея, Джейкоб Баталон, Коби Смолдерс, Мариса Томей, Джон Фавро, Тони Револори, Мартин Старр                                                                              | фантастика, боевик, комедия, приключения                                               | [ 27 ] |
| И Ю Л Ь         | 4        | Клуб анонимных киллеров                 | | Мартин Оуэн                                | | боевик, триллер, детектив                                                              |        |
| И Ю Л Ь         | 4        | Паразиты                                | СJ Entertainment, Neon, Mozinet, Microsoft Store, Hulu, Vudu, iTunes                                            | Пон Чжун Хо                                | Сон Кан Хо, Ли Сон Гюн, Пак Со Дам, Пак Со Джун, Чхве У Сик | комедийная драма, триллер                                                              |        |
| И Ю Л Ь         | 11       | Анна                                    | EuropaCorp | Люк Бессон                                 | Саша Лусс, Хелен Миррен, Люк Эванс, Киллиан Мерфи | шпионский фильм, триллер и боевик                                                      |        |
| И Ю Л Ь         | 11       | Мёртвые не умирают                      | Animal Kingdom, Film i Väst                                                                                     | Джим Джармуш                               | Билл Мюррей, Адам Драйвер, Тильда Суинтон, Хлоя Севиньи, Стив Бушеми, Дэнни Гловер, Калеб Лэндри Джонс, Рози Перес, Игги Поп, Сара Драйвер, RZA, Кэрол Кейн, Селена Гомес, Том Уэйтс, Остин Батлер, Эстер Балинт, Люка Сабба | ужасы, комедия, фэнтези                                                                |        |
| И Ю Л Ь         | 11       | Али, рули!                              | GoldDay Productions, 20th Century Fox                                                                           | Майкл Даус                                 | Кумэйл Нанджиани, Дейв Батиста, Ико Ювайс, Натали Моралес,Бетти Гилпин, Джимми Татро, Мира Сорвино, Карен Гиллан, Стив Хоуи, Эймин Джозеф, Скотт Лоуренс, Рене Моран                                                         | боевик, комедия                                                                        |        |
| И Ю Л Ь         | 12       | Прощание                                | A24 | Лулу Ванг                                  | Аквафина, Ци Ма, Дайана Лин, Чжао Шужень, Лу Хонг, Цзян Юнбо | драма, комедия                                                                         |        |
| И Ю Л Ь         | 12       | В упор                                  | Кинокомпания Gaumont Film, WarParty                                                                             | Джо Линч                                   | Фрэнк Грилло, Стюарт Ф. Уилсон, Бастер Ривз, Кристиан Кук, Энтони Маки, Тейона Паррис, Борис МакГайвер, Ник Паич, Марша Гей Харден, Адам Г. Саймон, Брайан КоффиBryan Coffee                                                 | триллер                                                                                |        |
| И Ю Л Ь         | 18       | Солнцестояние                           | A24 | Ари Астер                                  | Флоренс Пью, Джек Рейнор | ужасы, мистика, драма, триллер                                                         |        |
| И Ю Л Ь         | 18       | Король Лев                              | Walt Disney Studios Motion Pictures                                                                             | Джон Фавро                                 | Джеймс Эрл Джонс, Дональд Гловер, Сет Роген, Билли Айкнер | мюзикл, анимация, приключения, семейный                                                | [ 28 ] |
| И Ю Л Ь         | 18       | Искусство обмана                        | | Мэтт Аселтон                               | | комедия                                                                                |        |
| И Ю Л Ь         | 25       | Видок: Охотник на призраков             | Mandarin Films, Gaumont, France 2 Cinéma, France 3 Cinéma                                                       | Жан-Франсуа Рише                           | Венсан Кассель, Фрейя Мавор, Дени Меноше, Аугуст Диль, Джеймс Тьерре, Патрик Шене, Ольга Куриленко, Фабрис Лукини, Дени Лаван, Антуан Баслер, Немо Шиффман                                                                   | триллер, приключения, история                                                          |        |
| И Ю Л Ь         | 25       | Шаг вперёд 6: год танцев                | Lion’s Gate Films                                                                                               | Рон Юань                                   | Хуан Цзинсин, Мэн Мэйци, Оводог, Джейд Чайновет, Чжоу Исюань, У Синь, Джанель Гинестра | мюзикл, мелодрама                                                                      |        |
| И Ю Л Ь         | 25       | Приключения Реми                        | Пионер | Антуан Блоссье                             | Даниель Отой, Малом Пакуин, Виржини Ледуайен, Жонатан Заккаи, Жак Перрен, Людивин Санье, Альбан Массон, Зои Бойл, Николас Роу, Никола Дафф                                                                                   | мелодрама, приключения                                                                 |        |
| И Ю Л Ь         | 25       | Некромант                               | Парадиз | Кия Роуч-Тёрнер                            | Бен О’Тул, Моника Беллуччи, Кэролайн Форд, Дэвид Бимиш, Чармэйн Бингва, Уильям Чун, Майкл Дункан | ужасы, фантастика, комедия                                                             |        |
| И Ю Л Ь         | 25       | Робот 2.0                               | Lyca Productions, Dharma Productions, AA Films                                                                  | С. Шанкар                                  | Шиваджи Рао Гаеквад, Акшай Кумар, Эми Джексон, Суданшу Пандей, Адиль Хуссэйн | фантастика, боевик                                                                     | [ 29 ] |
| А В Г У С Т     | 1        | Руслан и Людмила: Перезагрузка          | Animagrad | Олег Маламуж                               | Надежда Дорофеева, Алексей Завгородний, Евгений Малуха, Сергей Притула, Юрий Горбунов, Олег Михайлюта, Николай Боклан, Маша Ефросинина, Егор Крутоголов, Евгений Гашенко                                                     | сказка, фэнтези, приключения, кинокомедия                                              |        |
| А В Г У С Т     | 1        | Форсаж: Хоббс и Шоу                     | Universal Pictures                                                                                              | Дэвид Литч                                 | Дуэйн Джонсон, Джейсон Стейтем, Идрис Эльба, Ванесса Кирби, Хелен Миррен | боевик                                                                                 |        |
| А В Г У С Т     | 8        | Однажды в… Голливуде                    | Sony Pictures                                                                                                   | Квентин Тарантино                          | Леонардо Ди Каприо, Брэд Питт, Марго Робби, Тим Рот, Курт Рассел, Майкл Мэдсен, Аль Пачино | комедия, драма, криминальный боевик                                                    |        |
| А В Г У С Т     | 8        | Плюс один                               | Капелла Фильм                                                                                                   | Джефф Чан, Эндрю Раймер                    | Майя Эрскин, Джек Куэйд | комедия                                                                                |        |
| А В Г У С Т     | 8        | Дора и затерянный город                 | Paramount Players / Nickelodeon Movies                                                                          | Джеймс Бобин                               | Изабела Монер, Бенисио Дель Торо, Ева Лонгория, Майкл Пенья, Адриана Барраса, Темуаэра Моррисон, Мадлен Мэдден | приключения, семейный                                                                  |        |
| А В Г У С Т     | 8        | Страшные истории для рассказа в темноте | 1212 Entertainment, CBS Films, Double Dare You (DDY), Entertainment One, Sean Daniel Company                    | Андре Овредал                              | Зои Маргарет Коллетти, Майкл Гарза, Остин Зажур | ужасы, триллер                                                                         |        |
| А В Г У С Т     | 15       | Синяя бездна 2                          | Вольга | Йоханнес Робертс                           | Джон Корбетт, Ниа Лонг, Систин Роуз Сталлоне, Брэк Бэссинджер, Софи Нелисс, Корина Фокс, Бриэнн Тджу, Дави Сантос | ужасы, триллер, драма, приключения                                                     |        |
| А В Г У С Т     | 15       | Angry Birds 2 в кино                    | Columbia Pictures                                                                                               | Туроп ван Орман                            | Джейсон Судейкис, Джош Гэд, Майя Рудольф, Дэнни Макбрайд, Лесли Джонс, Стерлинг Браун,Эухенио Дербес, Зак Вудс,Аквафина, Дав Камерон, Билл Хейдер, Питер Динклэйдж                                                           | комедия, приключения, семейный фильм, боевик                                           |        |
| А В Г У С Т     | 22       | Эбигейл                                 | KINODANZ | Александр Богуславский                     | Тинатин Далакишвили, Глеб Бочков, Равшана Куркова, Риналь Мухаметов, Артём Ткаченко, Оливье Су, Никита Дювбанов | фэнтезии, приключения, стимпанк                                                        |        |
| А В Г У С Т     | 22       | Трудности выживания                     | «2D films» | Евгений Торрес                             | Василий Бриченко, Елизавета Кононова, Ян Цапник, Артём Маркарьян, Анна Ардова, Николай Фоменко | комедия, мелодрама                                                                     |        |
| А В Г У С Т     | 22       | Капкан                                  | Paramount Pictures Raimi Productions                                                                            | Александр Ажа                              | Кая Скоделарио, Барри Пеппер, Росс Андерсон, Энсон Бун, Джордж Сомнер | фильм ужасов, боевик, триллер                                                          |        |
| А В Г У С Т     | 22       | Падение Ангела                          | Gerard Butler Alan Siegel Entertainment, Millennium Films, Nu Image, G-BASE, Lionsgate                          | Рик Роман Во                               | Джерард Батлер, Морган Фриман, Дэнни Хьюстон | боевик, триллер                                                                        |        |
| А В Г У С Т     | 29       | Команда мечты                           | | Филипп Абрютин, Максим Зыков,              | Ян Цапник, Роман Мадянов, Анна Чурина, Юрий Стоянов, Владимир Сычёв | детский, семейный, спортивный                                                          |        |
| А В Г У С Т     | 29       | Тачка на миллион                        | Tempo Productions Limited/Blue Rider Pictures/Greenroom Entertainment/Pimienta/Romulus Entertainment Bold/Films | Ник Хэмм                                   | Ли Пейс, Джейсон Судейкис, Джуди Грир, Кори Столл, Изабель Ирраиса, Эрин Мориарти, Майкл Кадлиц, Джастин Барта | триллер, биография, комедия                                                            |        |
| А В Г У С Т     | 29       | Игра Ганнибала                          | Arcola Entertainment/Arise Pictures/Buffalo Gal Pictures/Fortitude International/Palm-Star Entertainment        | Дэвид Рэймонд                              | Генри Кавилл, Бен Кингсли, Александра Даддарио, Минка Келли, Стэнли Туччи | боевик                                                                                 |        |
| А В Г У С Т     | 29       | Битва                                   | | Анар Аббасов                               | Риналь Мухаметов, Анна Исаева, Екатерина Кукуй, Илья Антоненко, Игорь Миркурбанов | драма                                                                                  |        |
| А В Г У С Т     | 29       | Я иду искать                            | 20th Century Fox                                                                                                | Мэттью Беттинелли, Тайлер Джиллетт         | Самара Уивинг, Энди МакДауэлл, Марк О’Брайен, Адам Броди, Генри Черни, Никки Гуаданьи, Мелани Скрофано, Кристиан Бруун, Элиз Левек                                                                                           | ужасы, триллер, детектив                                                               |        |
| С Е Н Т Я Б Р Ь | 5        | Оно 2                                   | New Line Cinema                                                                                                 | Андрес Мускетти                            | Билл Скарсгард, Джеймс Макэвой, Джейден Либерер, Билл Хейдер, Финн Вулфхард, Джессика Честейн, София Лиллис, Джереми Рэй Тейлор, Чоузен Джейкобс, Уайатт Олефф                                                               | ужасы, триллер                                                                         |        |
| С Е Н Т Я Б Р Ь | 5        | Царство                                 | LOONAFILM | Синсуке Сато                               | Кэнто Ямадзаки, Рё Ёсидзава, Масами Нагасава, Канна Хасимото, Каната Хонго | военный, драма, исторический, экшн                                                     |        |
| С Е Н Т Я Б Р Ь | 5        | Королевские каникулы                    | Vanguard Animation                                                                                              | Кевин Джонсон                              | Снуп Догг, Кевин Чэмберлин, Колби Лопес, Джейсон Мраз, Шер Ру, Биг Шон, Марисса Джэрет Винокур | мультфильм, комедия, семейный                                                          |        |
| С Е Н Т Я Б Р Ь | 5        | Жара                                    | |                                            | | комедия, мюзикл                                                                        |        |
| С Е Н Т Я Б Р Ь | 12       | Дорогой папа                            | Enjoy Movies | Михаил Расходников                         | Владимир Вдовиченков, Валентина Ляпина, Владимир Сычёв | комедия, семейный                                                                      |        |
| С Е Н Т Я Б Р Ь | 12       | Тайна печати дракона                    | RFG, СТВ, China Film Group                                                                                      | Олег Степченко                             | Джейсон Флеминг, Чарльз Дэнс, Рутгер Хауэр, Павел Воля, Анна Чурина, Андрей Мерзликин, Юрий Колокольников, Джеки Чан, Арнольд Шварценеггер                                                                                   | приключения                                                                            |        |
| С Е Н Т Я Б Р Ь | 19       | Вчера                                   | Working Title Films                                                                                             | Дэнни Бойл                                 | Химеш Патель, Лили Джеймс, Кейт Маккиннон, Эд Ширан | драма, музыкальный фильм                                                               |        |
| С Е Н Т Я Б Р Ь | 19       | Комната желаний                         | Вольга | Кристиан Волькман                          | Ольга Куриленко, Кевин Янссенс, Марианн Бург, Френсис Чепмен, Джон Фландерс, Эрик Жигу, Кэрол Уэйерс | фантастика, драма, детектив                                                            |        |
| С Е Н Т Я Б Р Ь | 19       | Рэмбо: Последняя кровь                  | Millennium Films, Lionsgate, Campbell Grobman Films                                                             | Адриан Грюнберг                            | Сильвестр Сталлоне | боевик, триллер                                                                        |        |
| С Е Н Т Я Б Р Ь | 19       | Элефант                                 | 58,5 продакшн, Кинокомпания СТВ,                                                                                | Алексей Краковский                         | Алексей Гуськов, Полина Агуреева |                                                                                        |        |
| С Е Н Т Я Б Р Ь | 19       | Чернобыль: Зона отчуждения. Финал       | RatPack Production                                                                                              | Ардерс Банке, Костомаров, Павел Викторович | Константин Давыдов, Сергей Романович, Валерия Дмитриева, Кристина Казинская, Анвар Халилуаев, Евгений Стычкин | мистика, фантастика, триллер, фильм ужасов, боевик, фильм-катастрофа, мелодрама, драма |        |
| С Е Н Т Я Б Р Ь | 26       | К звёздам                               | Keep Your Head, MadRiver Pictures, New Regency Pictures                                                         | Джеймс Грэй                                | Брэд Питт, Томми Ли Джонс, Дональд Сазерленд, Рут Негра, Джейми Кеннеди | фантастика, триллер                                                                    |        |
| С Е Н Т Я Б Р Ь | 26       | Герой                                   | Фонд кино | Карен Оганесян                             | Александр Петров, Владимир Машков, Светлана Ходченкова | спортивная мелодрама                                                                   |        |

### Октябрь — декабрь
| Премьера      | Премьера | Название                                       | Студия                                                                                        | Режиссёр                                  | В ролях | Жанр                                                        | Прим. |
| ------------- | -------- | ---------------------------------------------- | --------------------------------------------------------------------------------------------- | ----------------------------------------- | --- | ----------------------------------------------------------- | ----- |
| О К Т Я Б Р Ь | 3        | Джокер                                         | Warner Bros.                                                                                  | Тодд Филлипс                              | Хоакин Феникс | фэнтези, боевик, криминал                                   |       |
| О К Т Я Б Р Ь | 3        | Волшебник                                      | RSS Production                                                                                | Михаил Морсков                            | Семён Трескунов, Максим Суханов, Ангелина Стречина, Ирина Купченко, Владимир Капустин                                                                                | комедия, драма                                              |       |
| О К Т Я Б Р Ь | 3        | Эверест                                        | Universal Pictures, DreamWorks Animation, Pearl Studio                                        | Джилл Калтон                              | Хлоя Беннет, Альберт Цай, Тензинг Норгай Трэйнор, Сара Полсон, Эдди Иззард, Джозеф Иццо, Цай Чинь, Мишель Вонг, Рич Дитль, Джеймс Хонг, Тревор Дивэлл, Фернандо Чиен | боевик, фэнтези, приключения, комедия                       |       |
| О К Т Я Б Р Ь | 10       | Гемини                                         | Paramount Pictures, Jerry Bruckheimer Films, Skydance Productions                             | Энг Ли                                    | Уилл Смит, Мэри Элизабет Уинстэд, Бенедикт Вонг, Клайв Оуэн | фантастика, боевик, драма                                   |       |
| О К Т Я Б Р Ь | 17       | Малефисента: Владычица тьмы                    | Walt Disney Studios Motion Pictures, Roth Films                                               | Хоаким Роннинг                            | Анджелина Джоли, Эль Фаннинг, Эд Скрейн, Сэм Райли, Харрис Дикинсон, Имельда Стонтон, Джуно Темпл, Лесли Мэнвилл, Чиветел Эджиофор, Мишель Пфайффер                  | семейный фильм, фэнтези, приключения                        |       |
| О К Т Я Б Р Ь | 24       | Урфин Джюс возвращается                        | студия «Мельница»                                                                             | Фёдор Дмитриев                            | Константин Хабенский, Дмитрий Дюжев, Екатерина Гороховская, Александр Быковский, Дмитрий Высоцкий, Сергей Дьячков, Андрей Лёвин                                      | Фэнтези, комедия, семейный фильм                            |       |
| О К Т Я Б Р Ь | 24       | Иные                                           | Престиж Кино                                                                                  | Зак Липовски, Адам Б. Стейн               | Эмиль Хирш, Брюс Дерн, Аманда Крю | триллер, фантастика                                         |       |
| О К Т Я Б Р Ь | 24       | Zомбилэнд: Контрольный выстрел                 | Columbia Pictures Pariah                                                                      | Рубен Флейшер                             | Вуди Харрельсон, Джесси Айзенберг, Эмма Стоун, Эбигейл Бреслин, Зои Дойч, Розарио Доусон,Люк Уилсон, Томас Миддлдитч, Эван Джогиа, Дэн Эйкройд                       | комедия,ужасы, постапокалиптика                             |       |
| О К Т Я Б Р Ь | 31       | Терминатор: Тёмные судьбы                      | Paramount Pictures,Skydance Media,20th Century Fox,Lightstorm Entertainment,Tencent Pictures, | Тим Миллер                                | Арнольд Шварценеггер, Линда Хэмилтон Диего Бонета, Наталия Рейес, Гэбриел ЛунаМаккензи Дэвис, Джуд Коллинз, Бред Азар                                                | фантастический боевик                                       |       |
| О К Т Я Б Р Ь | 31       | Робо                                           | Централ Партнершип                                                                            | Сарик Андреасян                           | Даниил Муравьёв-Изотов, Владимир Вдовиченков, Мария Миронова, Константин Лавроненко,                                                                                 | фантастическая драма                                        |       |
| О К Т Я Б Р Ь | 31       | Семейка Аддамс                                 | Cinesite, The Jacjal Group, Metro-Goldwyn-Mayer, Universal Pictures                           | Конрад Вернон, Грег Тирнан                | Оскар Айзек, Шарлиз Терон, Хлоя Грейс Морец, Финн Вулфхард, Ник Кролл, Бетт Мидлер, Эллисон Дженни                                                                   | Чёрная комедия, Семейный фильм                              |       |
| Н О Я Б Р Ь   | 7        | Девятая                                        |                                                                                               | Николай Хомерики                          | Евгений Цыганов, Кая Скоделарио, Вилен Бабичев | ужасы, триллер                                              |       |
| Н О Я Б Р Ь   | 7        | Доктор Сон                                     | Warner Bros. Pictures                                                                         | Майк Флэнаган                             | Юэн Макгрегор | ужасы                                                       |       |
| Н О Я Б Р Ь   | 12       | Леди и бродяга                                 | Walt Disney Pictures                                                                          | Чарли Бин                                 | Тесса Томпсон, Джастин Теру, Сэм Эллиотт, Эшли Дженсен, Жанель Монэ, Бенедикт Вонг, Кирси Клемонс, Томас Манн, Ивэтт Николь Браун                                    | семейный, мелодрама, комедия                                |       |
| Н О Я Б Р Ь   | 14       | Ангелы Чарли                                   | Columbia Pictures                                                                             | Элизабет Бэнкс                            | Кристен Стюарт, Наоми Скотт, Элла Балинска, Элизабет Бэнкс | боевик                                                      |       |
| Н О Я Б Р Ь   | 14       | Стражи Арктики                                 | Open Road Films                                                                               | Аарон Вудли                               | Джеймс Франко, Лори Холден, Джереми Реннер, Алек Болдуин, Анжелика Хьюстон                                                                                           | компьютерная анимация                                       |       |
| Н О Я Б Р Ь   | 14       | Идеальный пациент                              | Капелла Фильм                                                                                 | Микаэль Хофстрём                          | Давид Денсик, Альба Аугуст, Сюзанн Рейтер, Йонас Карлссон, Магнус Роосманн                                                                                           | триллер                                                     |       |
| Н О Я Б Р Ь   | 14       | Ford против Ferrari                            | 20th Century Fox, Chermin Entertainment                                                       | Джеймс Мэнголд                            | Кристиан Бейл, Мэтт Деймон, Джон Бернтал, Джош Лукас, Ноа Джюп | биография, драма                                            |       |
| Н О Я Б Р Ь   | 21       | 21 мост                                        | MWM Studios Huayi Brothers AGBO                                                               | Брайан Кирк                               | Сиенна Миллер Чедвик Боузман Тейлор Китч Дж. К. Симмонс Стэфан Джеймс                                                                                                | драма триллер детектив                                      |       |
| Н О Я Б Р Ь   | 21       | Обратный отсчёт                                | Boies/Schiller Film Group Rickard Pictures                                                    | Джастин Дек                               | Энн Уинтерс, Элизабет Лэил, Питер Фачинелли, Талита Бейтман, Чарли МакДермотт                                                                                        | Ужасы Триллер                                               |       |
| Н О Я Б Р Ь   | 21       | Аббатство Даунтон                              | Perfect World Pictures, Focus Features, Carnival Films                                        | Майкл Энглер                              | Хью Бонневилль, Лора Кармайкл, Мишель Докери, Джоан Фроггатт, Элизабет Макговерн, Мэгги Смит, Пенелопа Уилтон                                                        | драма                                                       |       |
| Н О Я Б Р Ь   | 28       | Достать ножи                                   | Lionsgate                                                                                     | Райан Джонсон                             | Дэниел Крейг Крис Эванс Джейми Ли Кёртис | триллер                                                     |       |
| Н О Я Б Р Ь   | 28       | Холодное сердце 2                              | Walt Disney Studios Motion Pictures / Walt Disney Animation Studios                           | Дженнифер Ли, Крис Бак                    | Кристен Белл, Идина Мензел, Джош Гэд | мультфильм, мюзикл, фэнтези, комедия, приключения, семейный |       |
| Д Е К А Б Р Ь | 3        | Красный призрак                                | АБС, Русская Фильм Группа                                                                     | Андрей Богатырёв                          | Алексей Шевченков, Владимир Гостюхин, Полина Чернышова, Вольфганг Черны, Михаил Горевой                                                                              | историческая драма                                          |       |
| Д Е К А Б Р Ь | 5        | Простой карандаш                               | Кинологистика                                                                                 | Наталья Назарова                          | Надежда Горелова, Владимир Мишуков, Александр Доронин, Олеся Иванцова, Александр Кольчевский                                                                         | драма                                                       |       |
| Д Е К А Б Р Ь | 5        | Зверь                                          | Парадиз                                                                                       | Ли Джон Сок                               | Ли Сон Мин, Ю Джэмён, Чон Хеджин, Чхве Даниель, Ким Ходжон | боевик, детектив, криминал, триллер                         |       |
| Д Е К А Б Р Ь | 5        | Война токов                                    | Кинокомпания Пионер                                                                           | Альфонсо Гомес-Рехон                      | Кэтрин Уотерстон, Том Холланд, Бенедикт Камбербэтч, Николас Холт, Майкл Шеннон, Таппенс Мидлтон, Мэттью Макфэдиен                                                    | драма, биография, история                                   |       |
| Д Е К А Б Р Ь | 5        | Сиротский Бруклин                              | Warner Bros. Pictures, Class 5 Films, MWM Studios                                             | Эдвард Нортон                             | Брюс Уиллис, Эдвард Нортон, Уильям Дефо, Алек Болдуин | криминальная драма                                          |       |
| Д Е К А Б Р Ь | 5        | Ржев                                           | Триикс Медиа                                                                                  | Игорь Копылов                             | Сергей Жаков, Иван Батарев, Олег Гаянов | исторический фильм                                          |       |
| Д Е К А Б Р Ь | 5        | Решала. Нулевые                                | Фонд кино                                                                                     | Жаргал Балдмацыренов, Александр Кузьминов | Константин Озеров, Моисей Куртанидзе, Чингиз Аздаев, Жаргал Балдмацыренов                                                                                            | боевик, драма, триллер                                      |       |
| Д Е К А Б Р Ь | 12       | Джуманджи: Новый уровень                       | 7 Bucks Productions / Matt Tolmach Productions / Hartbeat Productions / Columbia Pictures     | Джейк Кэздан                              | Дуэйн Джонсон, Джек Блэк, Кевин Харт, Карен Гиллан | приключения, фантастика, фэнтези комедия                    |       |
| Д Е К А Б Р Ь | 12       | Тайна Мосли                                    | MEGOGO Distribution                                                                           | Кирби Эткинс                              | Кирби Эткинс, Люси Лоулесс, Джон Рис-Дэвис, Рис Дарби, Темуэра Моррисон                                                                                              | мультфильм                                                  |       |
| Д Е К А Б Р Ь | 12       | Полицейский с Рублёвки. Новогодний беспредел 2 | ТНТ, LEGIO FELIX                                                                              | Илья Куликов                              | Сергей Бурунов, Александра Бортич, Роман Попов, София Каштанова, Рина Гришина, Татьяна Бабенкова                                                                     | комедия                                                     |       |
| Д Е К А Б Р Ь | 19       | Отверженные                                    | Russian World Vision                                                                          | Ладж Ли                                   | Дамиен Боннар, Алексис Маненти, Джибрил Зонга, Жанна Балибар | драма, экшн                                                 |       |
| Д Е К А Б Р Ь | 19       | Звёздные войны: Скайуокер. Восход              | Lucasfilm                                                                                     | Дж. Дж. Абрамс                            | Дейзи Ридли, Адам Драйвер, Иан Макдермид, Джон Бойега, Лупита Нионго                                                                                                 | космическая опера, фантастика, приключения                  |       |
| Д Е К А Б Р Ь | 19       | Чёрное Рождество                               | Blumhouse Productions, Divide/Conguer, Universal Pictures                                     | София Такал                               | Имоджен Путс, Ализ Шэннон, Лили Донохью, Бриттани Оʼ Грэйди, Кэри Элвес                                                                                              | фильм ужасов, триллер, детектив                             |       |
| Д Е К А Б Р Ь | 21       | Фиксики против кработов                        | Аэроплан, Blitz Film                                                                          | Васико Бедашвили, Олег Ужинов             | Дмитрий Назаров, Нонна Гришаева, Лариса Брохман, Диомид Виноградов,                                                                                                  | мультфильм                                                  |       |
| Д Е К А Б Р Ь | 24       | Камуфляж и шпионаж                             | Blue Sky Studios                                                                              | Ник Бруно Трой Квон                       | Том Холланд Уилл Смит Бен Мендельсон | мультфильм                                                  |       |
| Д Е К А Б Р Ь | 26       | Холоп                                          | Yellow, Black & White                                                                         | Клим Шипенко                              | Милош Бикович,Александра Бортич | комедия                                                     |       |
| Д Е К А Б Р Ь | 26       | Иван Царевич и Серый волк 4                    | студия «Мельница»                                                                             | Дарина Шмидт, Константин Феокистов        | Никита Ефремов, Татьяна Бунина, Иван Охлобыстин, Александр Боярский, Михаил Боярский                                                                                 | приключенчения                                              |       |
| Д Е К А Б Р Ь | 26       | Союз спасения                                  | Дирекция кино                                                                                 | Андрей Кравчук                            | Максим Матвеев, Иван Колесников, Антон Шагин, Дмитрий Паламарчук, Владислав Резник, Кирилл Зайцев, Юрий Борисов, Александр Устюгов, Сергей Колтаков, Максим Блинов   | исторический, военный, приключения                          |       |

## Награды

### Премия «Золотой глобус»
76-я церемония вручения наград американской премии «Золотой глобус» состоялась 6 января 2019 года в отеле «Беверли-Хилтон», Лос-Анджелес, США. Ведущим церемонии выступили актёры Энди Сэмберг и Сандра О. Почётная награда имени Сесиля Б. Де Милля за жизненные достижения в области кинематографа была вручена актёру Джеффу Бриджесу.
- Лучший фильм (драма): «Богемская рапсодия»
- Лучший фильм (комедия или мюзикл): «Зелёная книга»
- Лучший режиссёр: Альфонсо Куарон — «Рома»
- Лучшая мужская роль (драма): Рами Малек — «Богемская рапсодия»
- Лучшая женская роль (драма): Гленн Клоуз — «Жена»
- Лучшая мужская роль (комедия или мюзикл): Кристиан Бэйл — «Власть»
- Лучшая женская роль (комедия или мюзикл): Оливия Колман — «Фаворитка»
- Лучшая мужская роль второго плана: Махершала Али — «Зелёная книга»
- Лучшая женская роль второго плана: Реджина Кинг — «Если Бил-стрит могла бы заговорить»
- Лучший сценарий: Ник Валлелонга, Брайан Хэйес Карри, Питер Фаррелли — «Зелёная книга»
- Лучший анимационный фильм: «Человек-паук: Через вселенные»
- Лучший фильм на иностранном языке:  «Рома»

### Премия «Белый слон»
21-я церемония кинопремии Гильдии киноведов и кинокритиков России «Белый слон» прошла 11 января в Доме кино в Москве.
- Лучший фильм: «Война Анны»
- Лучшая режиссёрская работа: Кирилл Серебренников — «Лето»
- Лучший фильм дебют: «Хрусталь»
- Лучший мужская роль: Евгений Цыганов — «Человек, который удивил всех»
- Лучшая женская роль: Марта Козлова — «Война Анны»
- Лучший мужская роль второго плана: Дмитрий Поднозов — «Сердце мира»
- Лучшая женская роль второго плана: Елена Коренева — «Ван Гоги»
- Лучший документальный фильм: «Акварель»
- Лучший сценарий: Авдотья Смирнова, Анна Пармас, Павел Басинский — «История одного назначения»
- Приз молодых кинокритиков «Голос» — «Звоните ДиКаприо»

### Critics' Choice Movie Awards
24-я церемония вручения наград премии Critics' Choice Movie Awards Ассоциацией телекинокритиков США и Канады прошла 13 января 2019 года в Калифорнии. Ведущим церемонии был американский актёр и музыкант Тэй Диггз.
- Лучший фильм: «Рома»
- Лучший режиссёр: Альфонсо Куарон — «Рома»
- Лучшая мужская роль: Кристиан Бэйл — «Власть»
- Лучшая женская роль: Гленн Клоуз — «Жена» и Леди Гага — «Звезда родилась»
- Лучшая мужская роль второго плана: Махершала Али — «Зелёная книга»
- Лучшая женская роль второго плана: Реджина Кинг — «Если Бил-стрит могла бы заговорить»
- Лучший актёрский состав: «Фаворитка»
- Лучший анимационный фильм: «Человек-паук: Через вселенные»
- Лучший фильм на иностранном языке:  «Рома»

### Премия Гильдии продюсеров США
30-я церемония вручения премии Гильдии продюсеров США за заслуги в области кинематографа и телевидения за 2018 год состоялась 19 января 2019 года в Голливуде.
- Лучший фильм: «Зелёная книга»
- Лучший анимационный фильм: «Человек-паук: Через вселенные»

### Премия «Золотой орёл»
17-я церемония вручения наград премии «Золотой орёл» состоялась 25 января 2019 года в первом павильоне киноконцерна «Мосфильм».
- Лучший игровой фильм: «Война Анны»
- Лучший неигровой фильм: «Медведи Камчатки. Начало жизни»
- Лучший анимационный фильм: «Гофманиада»
- Лучшая режиссёрская работа: Алексей Федорченко за работу над фильмом «Война Анны»
- Лучший сценарий: Авдотья Смирнова, Анна Пармас, Павел Басинский за сценарий к фильму «Истрия одного назначения»
- Лучшая мужская роль: Владимир Машков за роль в фильме «Движение вверх»
- Лучшая женская роль: Аглая Тарасова за роль в фильме «Лёд»
- Лучшая мужская роль второго плана: Кирилл Зайцев за роль в фильме «Движение вверх»
- Лучшая женская роль второго плана: Светлана Ходченкова за роль в фильме «Довлатов»
- Лучший зарубежный фильм в российском прокате: ,  «Три билборда на границе Эббинга, Миссури»

### Премия Гильдии киноактёров США
25-я церемония вручения премии Гильдии киноактёров США за заслуги в области кинематографа и телевидения за 2018 год состоялась 27 января 2019 года в Лос-Анджелесе.
- Лучшая мужская роль: Рами Малек — «Богемская рапсодия»
- Лучшая женская роль: Гленн Клоуз — «Жена»
- Лучшая мужская роль второго плана: Махершала Али — «Зелёная книга»
- Лучшая женская роль второго плана: Эмели Блант — «Тихое место»
- Лучший актёрский состав: «Чёрная пантера»
- Лучший каскадёрский состав: «Чёрная пантера»

### Премия гильдия режиссёров Америки
71-я церемония вручения премий Американской гильдии режиссёров за заслуги в области кинематографа и телевидения за 2018 год состоялась 2 февраля 2019 года в Лос-Анджелесе.
- Лучший фильм: «Рома», реж. Альфонсо Куарон
- Лучший дебютный фильм: «Восьмой класс», реж. Бо Бёрнэм

### Кинофестиваль «Сандэнс»
Кинофестиваль «Сандэнс-2019» прошёл с 24 января по 3 февраля в городе Парк-Сити, штат Юта, США, с показами в городах Солт-Лейк-Сити, Огден и на курорте Сандэнс штата Юта.
- Лучший американский художественный фильм: «Помилование»
- Лучший зарубежный художественный фильм:  «Сувенир: Часть 1»
- Лучший американский документальный фильм: «Нация одного ребёнка»
- Лучший зарубежный документальный фильм:  «Страна мёда»

### Премия BAFTA
72-я церемония вручения наград британской премии «BAFTA» состоялась 10 февраля 2019 года в концертном зале Альберт-холл в Лондоне, Великобритания.
- Лучший фильм: «Рома»
- Лучший британский фильм: «Фаворитка»
- Лучший фильм на иностранном языке:  «Рома»
- Лучший режиссёр: Альфонсо Куарон — «Рома»
- Лучшая мужская роль: Рами Малек — «Богемская рапсодия»
- Лучшая женская роль: Оливия Колман — «Фаворитка»
- Лучшая мужская роль второго плана: Махершала Али — «Зелёная книга»
- Лучшая женская роль второго плана: Рэйчел Вайс — «Фаворитка»
- Лучший оригинальный сценарий: Дебора Дэвис, Тони Макнамара — «Фаворитка»
- Лучший адаптированный сценарий: Спайк Ли, Дэвид Рабинович, Чарли Вачтел, Кевин Уиллмотт — «Чёрный клановец»
- Лучший анимационный фильм: «Человек-паук: Через вселенные»

### Берлинский кинофестиваль
69-й Берлинский международный кинофестиваль проходил с 7 по 17 февраля 2019 года в Берлине, Германия. В основной конкурс вошло 16 лент. Жюри основного конкурса возглавляла французская актриса Жюльет Бинош.
- Золотой медведь: «Синонимы», реж. Надав Лапид (,,)
- Гран-при жюри (Серебряный медведь): «По воле божьей», реж. Франсуа Озон (, )
- Серебряный медведь за лучшую режиссёрскую работу: Ангела Шанелек, «Я была дома, но» (,)
- Серебряный медведь за лучшую мужскую роль: Ван Цзинчунь за «Прощай, сын мой» ()
- Серебряный медведь за лучшую женскую роль: Юн Мэй за «Прощай, сын мой» ()
- Серебряный медведь за лучший сценарий: Роберто Савиано, Клаудио Джованнези, Маурицио Брауччи за «Пираньи Неаполя» ()
- Серебряный медведь за выдающиеся художественные достижения: Томас Хардмейер и Расмус Видебак (операторы) за «Угоняя лошадей» (,,)

### Премия «Сезар»
44-я церемония вручения наград премии «Сезар» за заслуги в области французского кинематографа за 2018 год состоялась 22 февраля 2019 года в концертном зале Плейель (Париж, Франция)
- Лучший фильм: «Опекунство»
- Лучший фильм на иностранном языке:  «Магазинные воришки»
- Лучший режиссёр: Жак Одиар, «Братья Систерс»
- Лучшая мужская роль: Алекс Лутц — «Ги»
- Лучшая женская роль: Леа Дрюкер — «Опекунство»
- Лучшая мужская роль второго плана: Филипп Катрин — «Непотопляемые»
- Лучшая женская роль второго плана: Карин Вьяр — «Щекотка»
- Лучший оригинальный сценарий: Ксавье Легран — «Опекунство»
- Лучший адаптированный сценарий: Андреа Бескон, Эрик Метайе — «Щекотка»

### Премия «Независимый дух» (Independent Spirit Awards)
34-я церемония вручения премии «Независимый дух», ориентированной в первую очередь на американское независимое кино, за 2018 год состоялась 23 февраля 2019 года в Лос-Анджелесе.
- Лучший фильм: «Если Бил-стрит могла бы заговорить»
- Лучший режиссёр: Барри Дженкинс, «Если Бил-стрит могла бы заговорить»
- Лучшая мужская роль: Итан Хоук — «Дневник пастыря»
- Лучшая женская роль: Гленн Клоуз — «Жена»
- Лучшая мужская роль второго плана: Ричард Э. Грант — «Сможете ли вы меня простить?»
- Лучшая женская роль второго плана: Реджина Кинг — «Если Бил-стрит могла бы заговорить»
- Лучший сценарий: Николь Холофсенер, Джефф Уитти — «Сможете ли вы меня простить?»
- Лучший фильм на иностранном языке:  «Рома»

### Премия «Оскар»
91-я церемония вручения наград американской премии «Оскар» состоялась 24 февраля 2019 года в театре «Долби», Лос-Анджелес, США. Ведущего у церемонии не было.
- Лучший фильм: «Зелёная книга»
- Лучший режиссёр: Альфонсо Куарон — «Рома»
- Лучшая мужская роль: Рами Малек — «Богемская рапсодия»
- Лучшая женская роль: Оливия Колман— «Фаворитка»
- Лучшая мужская роль второго плана: Махершала Али — «Зелёная книга»
- Лучшая женская роль второго плана: Реджина Кинг — «Если Бил-стрит могла бы заговорить»
- Лучший оригинальный сценарий: Ник Валлелонга, Брайан Карри, Питер Фаррелли — «Зелёная книга»
- Лучший адаптированный сценарий: Чарли Вачтел, Дэвид Рабинович, Кевин Уиллмотт и Спайк Ли — «Чёрный клановец»
- Лучший анимационный фильм: «Человек-паук: Через вселенные»
- Лучший фильм на иностранном языке:  «Рома»

### Премия «Ника»
32-я церемония вручения наград премии Российской академии кинематографических искусств «Ника» состоялась 30 марта 2019 года в государственном театре «Русская песня»
- Лучший игровой фильм: «Война Анны»
- Лучший фильм стран СНГ и Балтии: «Хрусталь» ( Белоруссия)
- Лучшая режиссёрская работа: Кирилл Серебренников за работу над фильмом «Лето»
- Лучший сценарий: Авдотья Смирнова, Анна Пармас, Павел Басинский за сценарий к фильму «Истрия одного назначения»
- Лучшая мужская роль: Алексей Серебряков за роль в фильме «Ван Гоги» и Евгений Цыганов за роль в фильме «Человек, который удивил всех»
- Лучшая женская роль: Марта Козлова за роль в фильме «Война Анны»
- Лучшая мужская роль второго плана: Юрий Кузнецов за роль в фильме «Человек, который удивил всех»
- Лучшая женская роль второго плана: Елена Коренева за роль в фильме «Ван Гоги»

### Московский международный кинофестиваль
41-й Московский международный кинофестиваль прошёл в Москве с 18 по 24 апреля 2019 года. В основной конкурс вошли 13 картин, в том числе российские фильмы «Воскресенье» Светланы Проскуриной, «Надо мною солнце не садится» Любови Борисовой и «Эпидемия. Вонгозеро» Павла Костомарова. Председателем жюри основного конкурса был южно-корейский режиссёр Ким Ки Дук. Главный приз кинофестиваля, «Золотой Георгий», получил фильм «Тренинг личностного роста» казахского режиссёра Фархата Шарипова.

### Каннский кинофестиваль
72-й Каннский международный кинофестиваль проходил с 14 по 25 мая 2019 года в Каннах, Франция. В основной конкурс вошли 21 картина. Жюри основного конкурса возглавил мексиканский режиссёр, продюсер, сценарист Алехандро Гонсалес Иньярриту.
- Золотая пальмовая ветвь: «Паразиты», реж. Пон Чжун Хо ( Южная Корея)
- Гран-при: «Атлантика», реж. Мати Диоп ( Франция, Сенегал)
- Приз жюри: «Козодои», реж. Жулиано Дорнель, Клебер Мендонса Фильо ( Бразилия) и «Отверженные», реж. Ладж Ли ( Франция)
- Лучший режиссёр: Жан-Пьер и Люк Дарденны за «Молодой Ахмед» ( Бельгия)
- Лучший сценарий: Селин Сьямма за «Портрет девушки в огне» ( Франция)
- Лучшая мужская роль: Антонио Бандерос за «Боль и слава» ( Испания)
- Лучшая женская роль: Эмили Бичем за «Малыш Джо» ( Великобритания)

### «Кинотавр»
30-й открытый российский кинофестиваль «Кинотавр-2019» проходил с 9 по 16 июня 2019 года в Сочи. Жюри возглавил актёр, режиссёр Константин Хабенский.
- Лучший фильм: «Бык», реж. Борис Акопов
- Лучший режиссёр: Александр Лунгин, «Большая поэзия»
- Лучший дебют: «Давай разведёмся», реж. Анна Пармас
- Лучшая мужская роль: Александр Кузнецов, «Большая поэзия»
- Лучшая женская роль: Виктория Толстоганова, «Выше неба»
- Лучшая операторская работа: Глеб Филатов, «Бык»
- Лучший сценарий: Анна Пармас, Мария Шульгина, Елизавета Тихонова «Давай разведёмся»

### MTV Movie & TV Awards
Церемония вручения кинонаград канала MTV состоялась 15 июня 2019 года в Санта-Монике. Ведущим стал американский актёр и музыкант Закари Ливай. Награда в категории «Признание поколения» была вручена актёру Дуэйну Джонсону.
- Лучший фильм года: «Мстители: Финал»
- Лучшая актёрская работа: Леди Гага — «Звезда родилась»
- Прорыв года: Ной Сентинео — «Всем парням, которых я любила раньше»

### Венецианский кинофестиваль
76-й Венецианский международный кинофестиваль проходил с 28 августа по 7 сентября 2019 года в Венеции, Италия. В основной конкурс вошла 21 лента. Жюри основного конкурса возглавляла аргентинский режиссёр Лукресия Мартель.
- Золотой лев: «Джокер», реж. Тодд Филлипс ( США)
- Гран-при жюри: «Офицер и шпион», реж. Роман Полански ( Франция)
- Серебряный лев за режиссуру: Рой Андерссон, «О бесконечности» ( Швеция)
- Золотые Озеллы за лучший сценарий: Юньфань, «Дом 7 по Черри Лейн» ( Гонконг)
- Специальный приз жюри: «Мафия уже не та, что раньше», реж. Франко Мареско ( Италия)
- Кубок Вольпи за лучшую мужскую роль: Лука Маринелли за фильм «Мартин Иден» ( Италия)
- Кубок Вольпи за лучшую женскую роль: Ариан Аскарид за фильм «Молитва во имя Бога» ( Франция)
- Приз Марчелло Мастрояни лучшему молодому актёру/актрисе: Тоби Уоллес, «Молочные зубы» ( Австралия)

### Премия «Сатурн»
45-я церемония вручения наград премии «Сатурн» за заслуги в области фантастики, фэнтези и фильмов ужасов за 2018—2019 годы состоялась 13 сентября 2019 года в Лос-Анджелесе (Калифорния, США).
- Лучший научно-фантастический фильм: «Первому игроку приготовиться»
- Лучший фильм-фэнтези: «История игрушек 4»
- Лучший фильм ужасов: «Тихое место»
- Лучший триллер: «Ничего хорошего в отеле «Эль Рояль»»
- Лучший приключенческий фильм/экшн: «Миссия невыполнима: Последствия»
- Лучшая экранизация комикса: «Мстители: Финал»
- Лучший полнометражный мультфильм: «Человек-паук: Через вселенные»
- Лучший международный фильм: «Пылающий»
- Лучший независимый фильм: «Мэнди»
- Лучший режиссёр: Джордан Пил — «Мы»
- Лучшая мужская роль: Роберт Дауни мл. — «Мстители: Финал»
- Лучшая женская роль: Джейми Ли Кёртис — «Хэллоуин»
- Лучшая мужская роль второго плана: Джош Бролин — «Мстители: Война бесконечности»
- Лучшая женская роль второго плана: Зендея — «Человек-паук: Вдали от дома»
- Лучший сценарий: Брайан Вудс, Скотт Бек, Джон Красински — «Тихое место»

### Кинофестиваль в Торонто
44-й ежегодный международный кинофестиваль в Торонто (Канада) проходил с 5 по 15 сентября 2019 года
- Приз зрительских симпатий (1 место): «Кролик Джоджо», реж. Тайка Вайтити ( Германия,  США)
- Приз зрительских симпатий (2 место): «Брачная история», реж. Ноа Баумбак ( США)
- Приз зрительских симпатий (3 место): «Паразиты», реж. Пон Чжун Хо ( Южная Корея)

### Премия Европейской киноакадемии
32-я церемония континентальной премии Европейской академии кино состоялась 8 декабря 2019 года в Берлине.
- Лучший европейский фильм: «Фаворитка» (, )
- Лучший европейский режиссёр: Йоргос Лантимос — «Фаворитка» (, )
- Лучший европейский сценарист: Селин Сьямма — «Портрет девушки в огне» ()
- Лучший европейский актёр: Антонио Бандерас — «Боль и слава» ()
- Лучшая европейская актриса: Оливия Колман — «Фаворитка» (, )
- Лучшая европейская комедия: «Фаворитка» (, )